# Angelitos negros (série télévisée)
Angelitos negros est une telenovela mexicaine diffusée en 1970 par Canal 2.

## Synopsis
Ana Luisa de la Fuente est une belle jeune fille de bonne famille, mais elle est prétentieuse, vaniteuse, avec un mauvais caractère. Elle a grandi dans un profond mépris des noirs. Pour cette raison, elle méprise sa nounou noire Mercé, une femme honnête et autodidacte qui l'a élevée depuis sa naissance, malgré la haine qu'Ana Luisa ne se gêne pas de lui montrer.
Ana Luisa est directrice dans un collège de filles. Un jour elle fait la connaissance du chanteur Juan Carlos Flores, un jeune orphelin honnête qui vit avec ses tantes, les sœurs jumelles Carlota et Elisa. Juan Carlos tombe amoureux d'Ana Luisa, elle le rejette d'abord mais plus tard elle répond favorablement à cet amour. Ils se fiancent et peu de temps après ils se marient.
Après un certain temps, Ana Luisa tombe enceinte, donne naissance à une petite fille, mais la surprise de Juan Carlos est importante lorsqu'il découvre que sa fille a la peau noire.

## Anecdote
L'intrigue est inspirée du poème du poète vénézuélien Andrés Eloy Blanco.

## Distribution
- Silvia Derbez : La Nana Mercé
- Manuel López Ochoa : Juan Carlos Flores
- Alicia Rodríguez : Ana Luisa de la Fuente
- Antonio Raxel : Don Luis de la Fuente
- Lilia Aragón : Jova
- Miguel Macía : Sr. Sanchez
- Rafael del Río : Toño
- Raúl "Chato" Padilla : Don Romualdo
- Titina Romay (es) : Isabel
- Malú Reyes : Malú
- Norma Jiménez Pons : María Flora
- Fernando Mendoza : Avocat
- Josefina Escobedo : Carlota / Elisa
- Gerardo del Castillo : Don Laureano
- Raúl Padilla : Don Romualdo

## Versions
- El alma no tiene color (1997), réalisée par Antulio Jiménez Pons et Otto Sirgo, produite par Juan Osorio pour Televisa, avec Laura Flores, Arturo Peniche et Lorena Rojas.